# 1240
| 1240               |
| ------------------ |
| Dødsfald - Fødsler |
|                    |

| Gregoriansk kalender | 1240 MCCXL              |
| Ab urbe condita      | 1993                    |
| Armensk kalender     | 689 ԹՎ ՈՁԹ              |
| Kinesiske kalender   | 3936 – 3937 己亥 – 庚子 |
| Etiopisk kalender    | 1232 – 1233             |
| Jødisk kalender      | 5000 – 5001             |
| Hindukalendere       |                         |
| - Vikram Samvat      | 1295 – 1296             |
| - Shaka Samvat       | 1162 – 1163             |
| - Kali Yuga          | 4341 – 4342             |
| Iransk kalender      | 618 – 619               |
| Islamisk kalender    | 637 – 638               |

Regent i Danmark: Valdemar Sejr 1202-1241 og Erik Plovpenning
Se også 1240 (tal)

## Begivenheder
- Helsingør bliver købstad
- 15 juli - under de De svensk-novgorodiske krige besejrer den kun 19-årige Aleksandr Nevskijs novgorodskeske hær svenskerne ved Slaget ved Neva
- Frygt i England for dansk invasion ifølge Matthew Paris i Chronica majora.[1]